# Агрызское отделение Казанской железной дороги
Агрызское отделение Казанской железной дороги— предприятие железнодорожного транспорта, производственное звено Казанской железной дороги. Обслуживаемые им участки железной дороги находились на территории Удмуртской АССР, Башкирской АССР, Кировской области и Татарской АССР.
Образовано в соответствии с приказом НКПС от 14 мая 1936 года № 63/Ц «О разукрупнении отделений службы эксплуатации». В его состав вошли участки Казанбургской линии Агрыз — Вятские Поляны (искл.), Агрыз — Янаул (искл.) и Агрыз — Воткинск, ранее бывшие частью Казанского отделения Московско-Казанской железной дороги. На момент создания граничила на западе с Юдинским отделением Казанской железной дороги и на востоке с Красноуфимским отделением той же дороги. В 1940-е годы в состав отделения вошли участки Ижевск — Пибаньшур и Ижевск — Ува — Кильмезь. В 1947 году все станции отделения к северу от 3-го км линии Агрыз — Воткинск вошли в состав новообразованного Ижевского отделения.
По состоянию на 1955 год на отделении имелась одна станция 1-го класса (Агрыз) и две станции 2-го класса (Сюгинская и Сосновка). Действовали Вятско-Полянская (ПЧ-7), Агрызская (ПЧ-8), Сарапульская (ПЧ-9) дистанции пути, депо Агрыз. 
В 1957 году Агрызское отделение упразднено, войдя в состав Ижевского отделения.